# Gian Marco Marcucci
Gian Marco Marcucci (Borgo Maggiore, 25 luglio 1954) è un avvocato, notaio e politico sammarinese.

## Biografia
Nel periodo dal 1981 al 1982 ha ricoperto il ruolo di comandante della Polizia Civile di San Marino. Dal 1982 al 1984 è stato avvocato presso l'Avvocatura dello Stato. 
Iscritto al Partito Democratico Cristiano Sammarinese, di cui è stato vicesegretario e membro della Direzione Centrale, viene eletto in Consiglio Grande e Generale per la prima volta nel 1998 ed è Capitano Reggente da aprile ad ottobre 2000 in coppia con Maria Domenica Michelotti. Durante le elezioni del 2001 è nuovamente eletto Consigliere ed è inoltre Presidente della I Commissione Consiliare Permanente e della Commissione Consiliare deliberante per l'esame del progetto di legge di Codice di Procedura Penale.
Sempre con il Partito Democratico Cristiano Sammarinese, viene eletto nel Consiglio Grande e Generale nelle elezioni del 2006 e del 2008. Nel 2007 entra a far parte del partito Europopolari per San Marino, di cui è stato presidente. Alle elezioni del 2011, a seguito di fusione partitica, è Consigliere per Unione per la Repubblica, dove ha ricoperto la carica di presidente. Ha ricoperto la carica di Segretario di Stato per il Lavoro, la Cooperazione e le Poste dal 3 dicembre 2008 al 15 marzo 2011.
È attualmente membro della:
- Commissione Consiliare Permanente Affari Costituzionali ed Istituzionali; Pubblica Amministrazione; Affari Interni, Protezione Civile, Rapporti con le Giunte di Castello; Giustizia, Istruzione, Cultura, Beni Culturali, Università e Ricerca Scientifica.

È stato fra i promotori della fondazione internazionale "Les Equipes Internationales" (LEI), presieduta da Francesco Cossiga e ha fatto parte del consiglio di amministrazione della fondazione medesima.
Attualmente è libero professionista, avvocato e notaio.

## Procedimenti giudiziari
Nel 2017 viene condannato in primo grado a cinque anni e tre mesi per associazione a delinquere e riciclaggio nel processo "Conto Mazzini", per poi essere assolto nel 2022 in appello.